# CBMC
CBMC（Connecting Business and Marketplace to Christ）は、福音主義に立つキリスト教の宣教団体。Connecting Business and Marketplace to Christは、「ビジネスとマーケットプレイスをキリストに」と邦訳される。ビジネスマンに向けてイエス・キリストによる罪からの救いを伝えるために1930年アメリカ合衆国で設立された。
現在アメリカ国内で公称500のコミティに2万2000人が参加している。公称で世界100カ国にコミティを持ち、アメリカ以外では韓国が多く、公称250のコミティに5000人が参加している。参加者の多いアメリカ・韓国・台湾その他の国々では、年に1度「我らは御国の協働体」を祈念し神の王国を祝祷する「国家晩餐（または朝餐）祈祷会」 を最大のイベントとしている
。

## 日本CBMC
1974年に韓国で開催された第1回CBMCアジア大会に参加したキリスト教徒のビジネスマン数人が中心となって設置された。現在は、東京・大阪・名古屋・神戸・群馬・福島にコミティがある。日本でも2001年から「国家晩餐祈祷会」が催され、2016年の第16回祈祷会には公称580人が参加した。

### 歴代理事長 / 副理事長
- 初代 中島孝夫 / 杣浩二（NPO法人神戸平和研究所理事長）
- 2代　杣 浩 二 / 井上義朗（オーサカ・ユニーク株式会社代表取締役）
- 3代　井上義朗 / 近藤高史（株式会社近藤印刷代表取締役）
- 4代　近藤高史 / 青木仁志（アチーブメント株式会社代表取締役）
- 5代　青木仁志 / 森敬子,瀬戸健一郎[4]（国家朝餐祈祷会実行委員長）

## 注
1. ↑  韓国語・日本語に翻訳する際に"国家"と誤訳したとみられる。"御国" は『マタイによる福音書』6章10節からとられた、いわゆる神の王国を含意する "Kingdom" であって "Nation" の意味ではない。また、英訳聖書は "Kingdom" だが、ギリシャ語聖書では "βασιλεια" であり、御国（御世）という邦訳聖書の訳意の方が原意に近い。